# ویله یالاستو
ویله یالاستو (فنلاندی: Ville Jalasto؛ زادهٔ ۱۹ آوریل ۱۹۸۶) بازیکن فوتبال اهل فنلاند است.
از باشگاه‌هایی که در آن بازی کرده‌است می‌توان به باشگاه فوتبال هلسینکی و باشگاه فوتبال السوند اف. کی اشاره کرد.
وی همچنین در تیم‌های ملی فوتبال زیر ۲۱ سال فنلاند و فنلاند بازی کرده‌است.